# Карборани

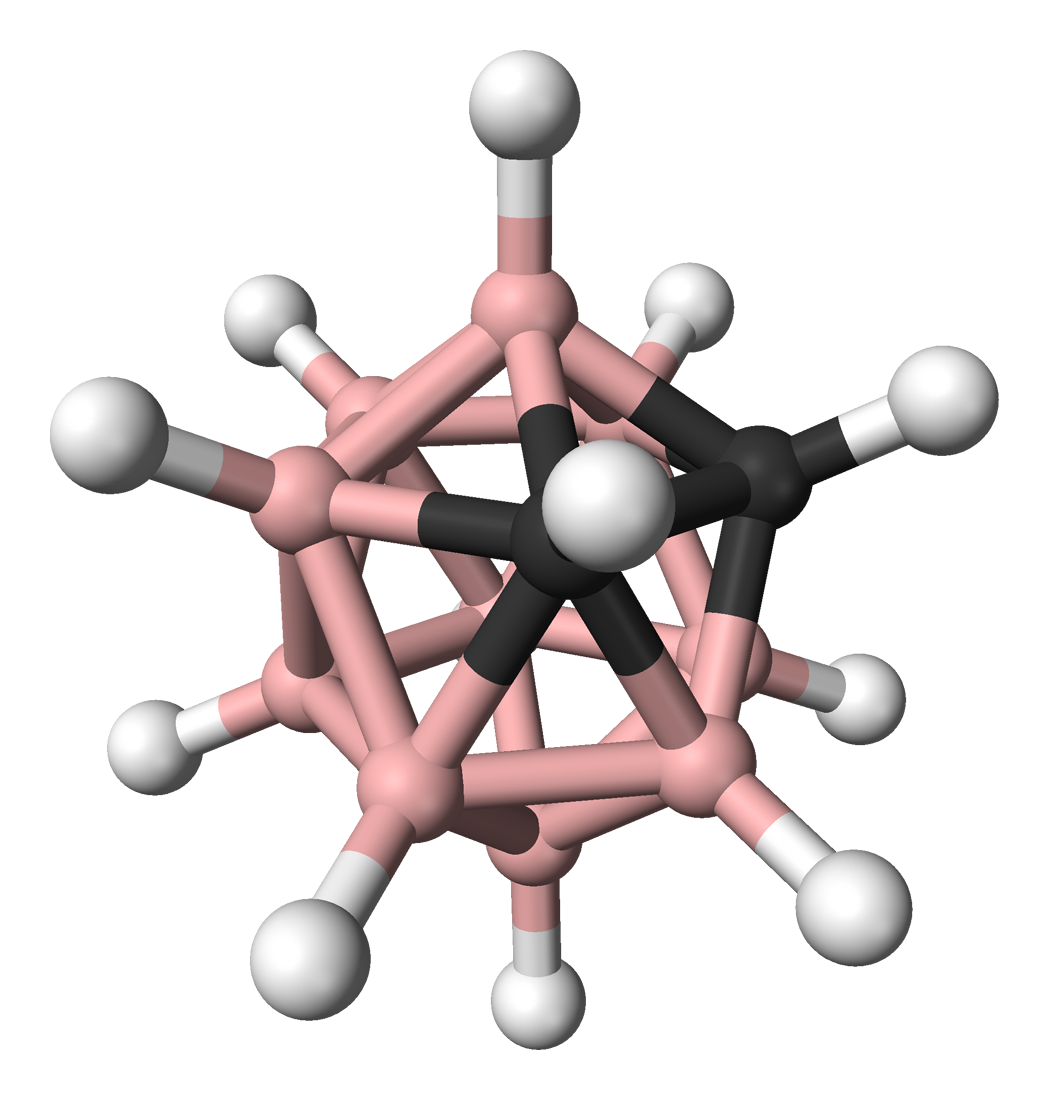
Кульостержнева модель клозо-1,2-дикарбадодекаборану(12) (o-карборану)

Карборани (англ. carboranes, [carbaboranes]) — хімічні сполуки, в яких атом бору в поліборогідриді заміщений на атом вуглецю зі збереженням структури скелета. Загальна формула [(CH)a(BH)mHb]c, де a = 1-6 (часто 1 або 2), m = 3-10.
Молекули карборанів мають  багатогранну структуру, при цьому CH-групи і атоми бору розташовуються у вершинах поліедра, а атоми водню, пов'язані з бором можуть бути як мостиковими, так і термінальними. Відомі як нейтральні карборани (с = 0, в цьому випадку загальна формула — (CH)a(BH)mHa+m), так і карборанові аніони (c = «-») і катіони (c = «+»).
Відповідно до «дефектів» поліедральних структур карборани діляться на  клозо- ,  нідо- ,  арахно  - і  гіфо  - карборани.
Залежно від числа каркасних атомів бору і вуглецю карборани діляться на нижчі (4-6 каркасних атомів), середні (7-9 атомів) і вищі (10-12 атомів). Нижчі карборани — леткі безбарвні рідини, вищі — кристалічні речовини, розчинні в органічних розчинниках. Нижчі карборани відносно легко гідролізуються до  борної кислоти і повільно окиснюються на повітрі, вищі карборани, особливо ікосаедричні  клозо  - карборани, стабільні.
Відомі також гетеро-карборани, в яких один з каркасних атомів бору або вуглецю замішаний на гетероатомом (P, As, Al, Sn і ін.) І металокарборани -  металоцен — подібні комплекси перехідних металів (Fe, Ni, Cr та ін.), в яких метал зв'язується з парою циклічних карборанових лігандів: